# Vitrolles-en-Luberon
Vitrolles-en-Luberon je francouzská obec v departementu Vaucluse v regionu Provence-Alpes-Côte d'Azur. Leží 60 kilometrů od Marseille. Své jméno nese od roku 1993, do té doby se jmenovala Vitroles a před rokem 1801 Vitroles-d'Aigues.

## Geografie
Sousední obce: Céreste, Montjustin, La Bastide-des-Jourdans a Peypin-d'Aigues.

## Památky
- Château du Grand Pré
- románský kostel Saint-Étienne
- kalvárie Saint-Siméon
- oratoř Sainte-Philomène

## Vývoj počtu obyvatel
Počet obyvatel

## Slavní obyvatelé města
- Jean d'Ailhaud, lékař

## Ekonomika
Na území obce se pěstuje víno Côtes-du-luberon (AOC). Vína z obce, která nemají tuto známku, jsou označována Vin de pays d'Aigues .

## Galerie

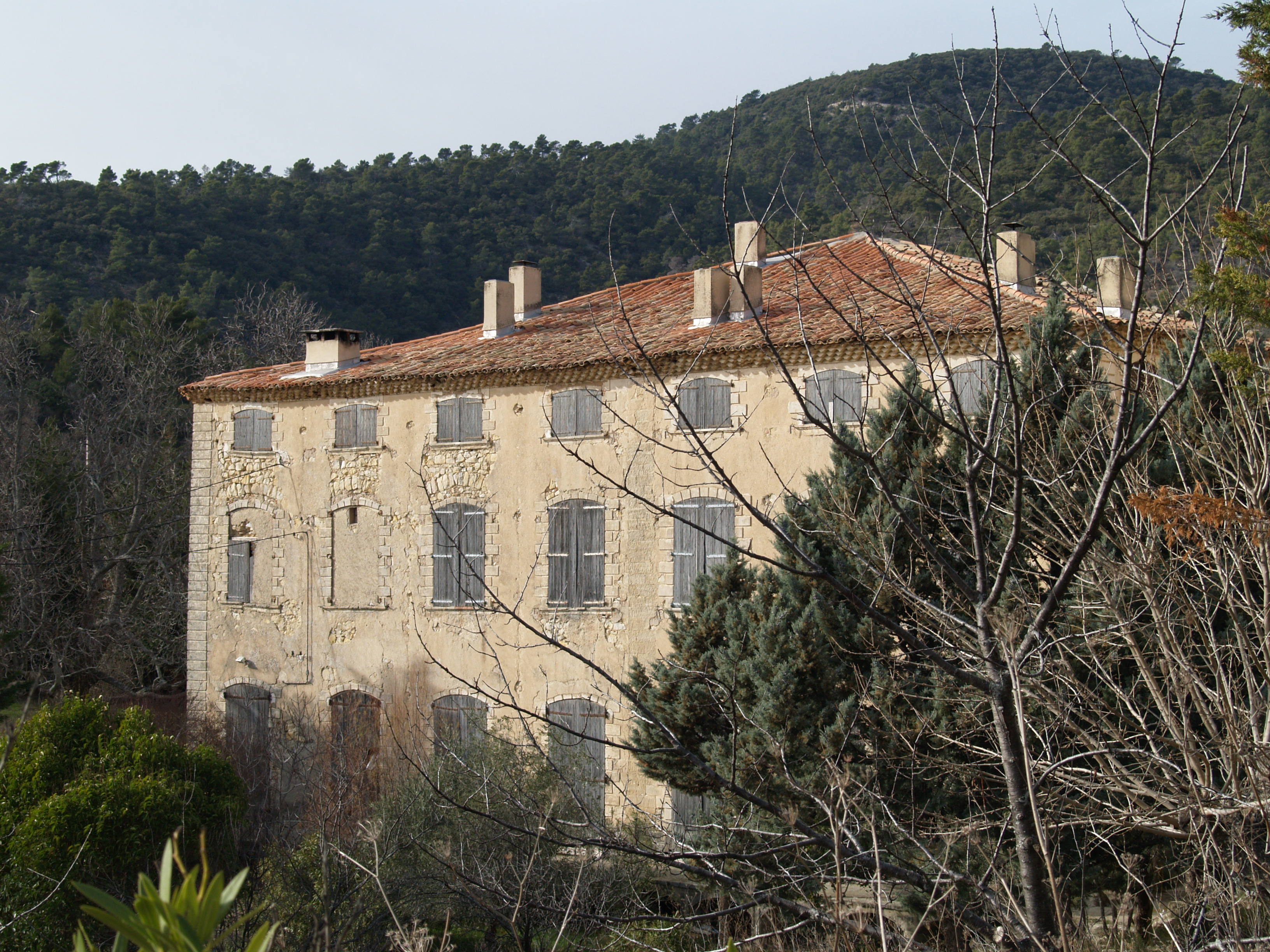
Chateau du Grand Pré
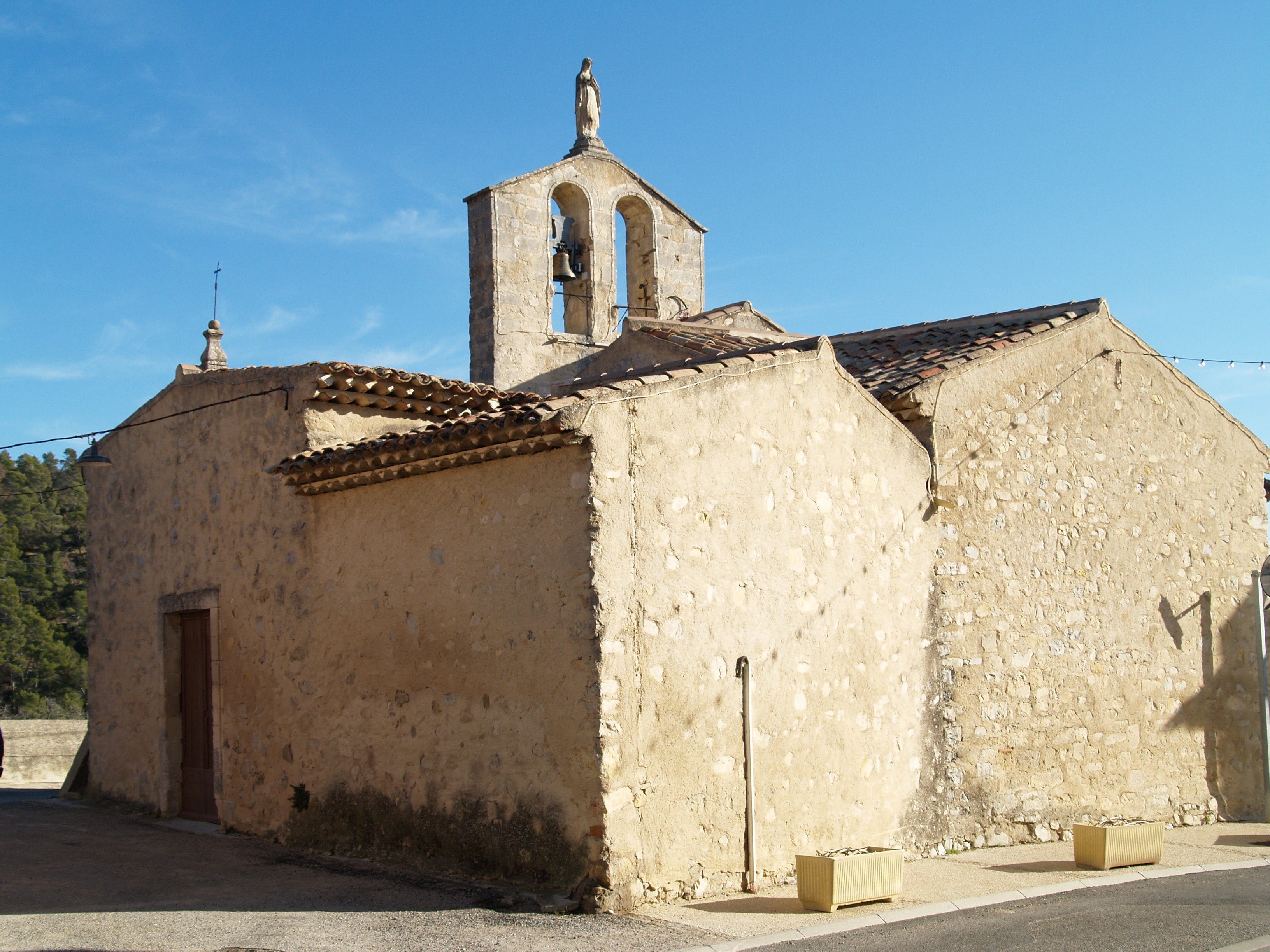
Kostel Saint-Étienne
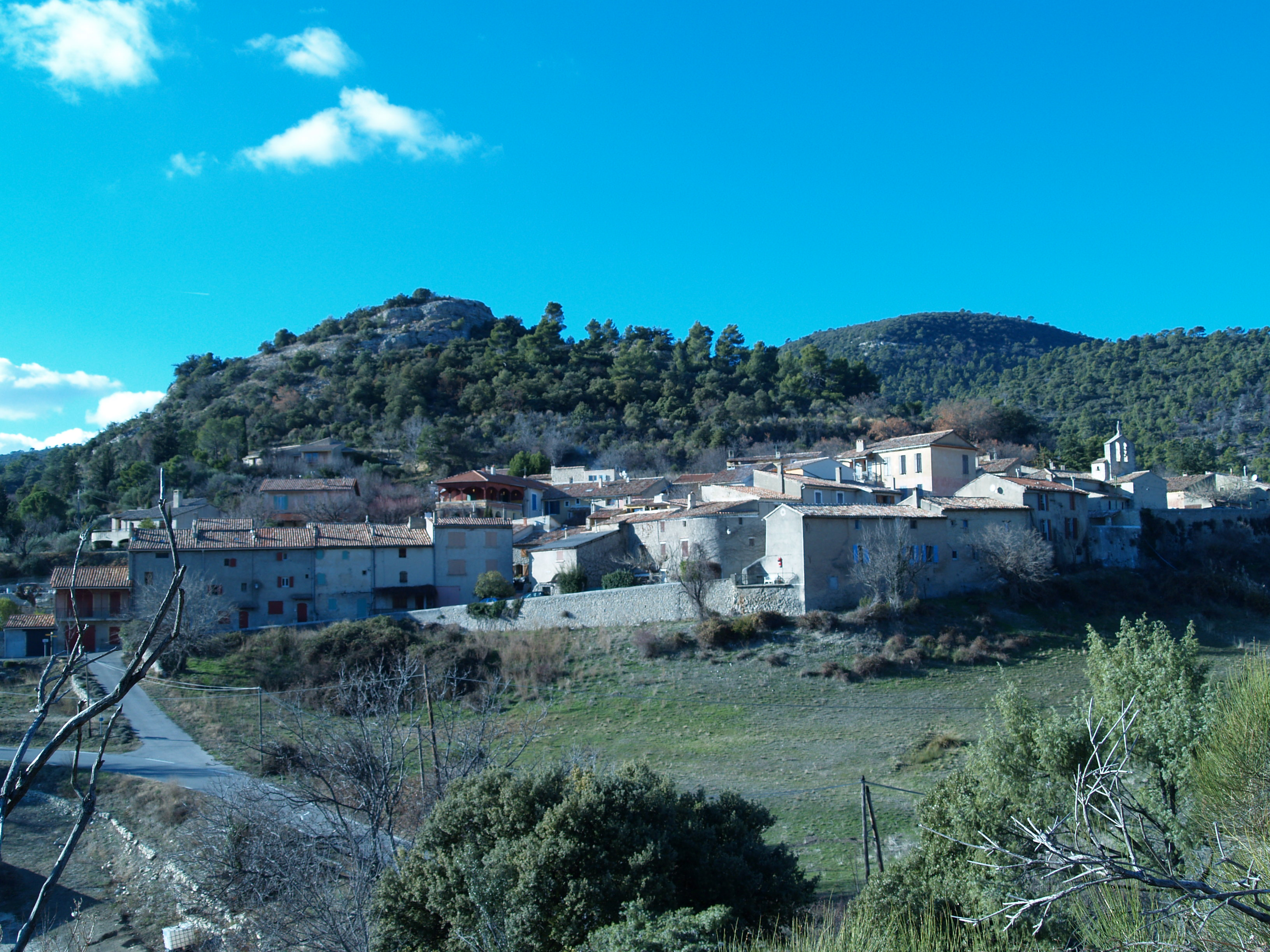
Pohled na obec